# Ailefroide, altitude 3954
Ailefroide, altitude 3954 est une bande dessinée autobiographique de Jean-Marc Rochette, publiée en 2018. Rochette y raconte sa passion de jeunesse pour la montagne et l'alpinisme. Il est l'auteur des dessins, le scénario est co-écrit avec Olivier Bocquet.

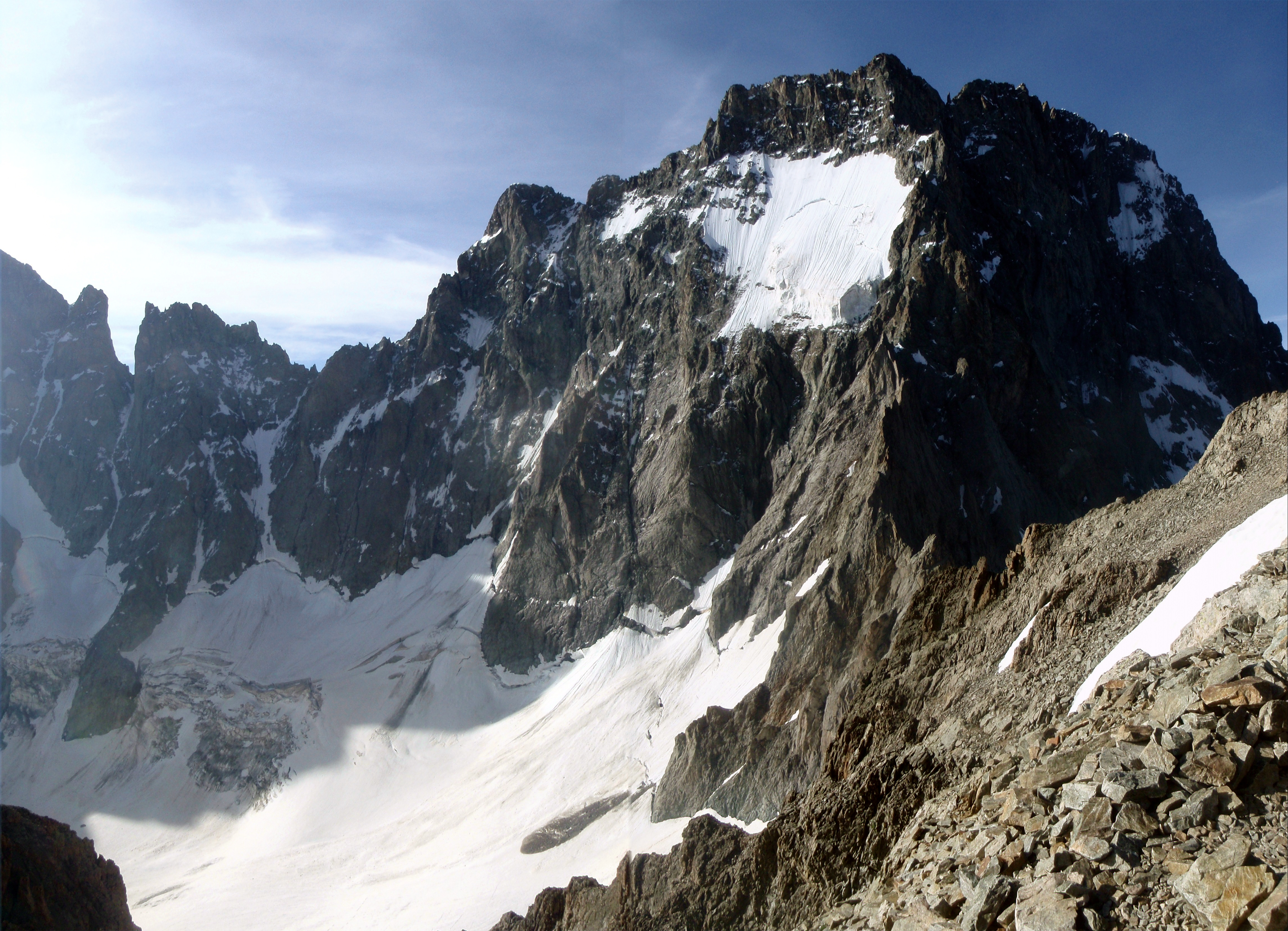
L'Ailefroide

## Résumé
Le jeune Jean-Marc Rochette est orphelin de père, et d'un tempérament rebelle. Il reste des heures en contemplation devant une toile de Soutine, Le Bœuf écorché, au musée de Grenoble. Sa mère le force à sortir de la ville pour se promener en montagne. Il s'y prend de passion pour les paysages montagneux et l'alpinisme.
Trois ans après, avec un ami, il s'initie à l'alpinisme, apprend les rudiments et les techniques. Il enchaîne ensuite les ascensions et s'efforce de remplir une « liste de courses » de sommets et voies pour prétendre à l'« aspi », le but étant de devenir guide de haute montagne. 
L'objectif suprême des deux compères est la face nord d'Ailefroide, magnifique et réputée très difficile. Ils se promettent qu'ils la feront ensemble. Pour continuer l'alpinisme, le jeune Jean-Marc n'hésite pas à descendre en rappel la façade de son internat pour s'en échapper le mercredi. Il collectionne les ouvrages sur la montagne et sur l'art.
Au cours d'un accident, se croyant perdu, Rochette se rend compte que ce qu'il regretterait serait de ne pas être devenu un grand dessinateur et non pas de ne pas être devenu un grand alpiniste. Un autre accident le frappe gravement au visage. Hospitalisé longtemps, il découvre alors la tendresse de sa grand-mère. Il repart quand même, mais marqué par d'autres accidents survenus autour de lui, il abandonne l'alpinisme pour la bande dessinée.

## Réception critique
Selon Guillaume Goubert, de La Croix, « jamais on n’a si bien raconté comment l’amour de la montagne peut saisir un adolescent », avec aussi le mérite de ne pas cacher les aspects dramatiques de l'alpinisme.
Pour Jérôme Dupuis, de L'Express, Jean-Marc Rochette signe là un « formidable récit autobiographique de son adolescence montagnarde » ; il signale notamment ses bleu nuit rendant bien le froid du petit matin, ses cases en plongée et contre-plongée pour la verticalité des parois, et la fluidité de l'ensemble du récit.
Anne Douhaire, de France Inter, estime que c'est « une superbe autobiographie dessinée », montrant bien les multiples facettes de ce sport exigeant : « la satisfaction d’atteindre des sommets, les efforts surhumains, la fatigue, les risques pris, mais aussi le matériel, son coût, la bonne façon d’appréhender une voie », et que Rochette rend un bel hommage aux traceurs de voies, et exprime bien son amour pour le massif des Écrins.
Le scénario au rythme soutenu évite l'écueil de la répétition des ascensions successives : pour J. Milette, les scénaristes « excellent à mettre en scène les tensions, les doutes, les peurs et les joies des trompe-la-mort ».
Tardi dit à Rochette qu'il a été « touché par l'évocation de ses amitiés montagnardes ».
Frédéric Bounous trouve cet album émouvant, un « récit qui prend peu à peu aux tripes », avec un dessin aéré et agréable. Il estime que sa patte est précise, « avec des couleurs profondes et des cadrages remplis de l’amour de l’auteur », et que la richesse de la relation entre l'auteur et la montagne transparaît bien dans cet album intimiste, ce récit de montagnard.
Le récit vaut aux auteurs le prix « Ouest-France » - Quai des bulles en 2018.
L'album figure dans la sélection officielle pour le festival de la bande dessinée d'Angoulême en janvier 2019.

## Édition
- Ailefroide, altitude 3954, dessins et couleurs de Jean-Marc Rochette, scénario d'Olivier Bocquet et Jean-Marc Rochette, lettrage de Fanny Hurtrel et Jean-François Rey, postface de Bernard Amy, éditions Casterman, 290 p., 2018  (ISBN 978-2-203-12193-5).

## Postérité
L'œuvre marque un tournant dans la carrière de Rochette, en raison de son important succès critique et public (60 000 exemplaires vendus en date de mai 2019) et parce que l'auteur, qui souffrait de dyslexie dans sa jeunesse, n'osait pas écrire lui-même ses scénarios : « le succès d'Ailefroide m'a libéré et montré que je pouvais écrire moi-même mes textes, en réunissant ma passion pour la montagne et pour la bande dessinée ». Après l'accueil très favorable réservé à Ailefroide, l'artiste se lance dans un nouvel ouvrage en solo : Le Loup, réalisé en trois mois et publié en mai 2019 en même temps qu'Extinctions, prequel au Transperceneige et co-scénarisé par Matz. Dans le sillage de ces œuvres, le musée de l'Ancien Evêché à Grenoble organise une rétrospective consacrée à Rochette : Jean-Marc Rochette, un artiste au sommet, comportant « esquisses, dessins, planches originales et sculptures ».